# Рудольф Гьосс
Рудольф Франц Фердинанд Гьосс (нім. Rudolf Franz Ferdinand Höß; 25 листопада 1900, Баден-Баден — 16 квітня 1947, Аушвіц) — воєнний злочинець, перший комендант концентраційного табору Аушвіц (4 травня 1940 — 9 листопада 1943), інспектор концентраційних таборів (9 листопада 1943—1945), заступник головного інспектора концентраційних таборів в Головному адміністративно-господарському управлінні СС (нім. SS-Wirtschafts-Verwaltungs-Hauptamt (WVHA)) Ріхарда Глюкса (1945), оберштурмбанфюрер СС (18 липня 1942).

## Біографія

### Ранні роки
Народився в Баден-Бадені в католицькій родині дрібного крамаря. Батько — Франц Ксавер Гьосс. Після переїзду в Мангейм відвідував найстарішу в місті гімназію Карла-Фрідріха. Батько хотів, щоб син став католицьким священиком. Однак Рудольф розчарувався в церкві в віці 13 років, коли прийшов до висновку про те, що священик, який його сповідував, порушив таємницю сповіді. Після смерті батька Рудольф Гьосс продовжив навчатися в школі, а 1 серпня 1916 року пішов добровольцем на фронт Першої світової війни. Служив в запасному ескадроні 2-го Баденського драгунського полку. У 1916—1918 рр. в складі турецької армії воював на Месопотамському і Палестинському фронтах проти англійців. Був неодноразово поранений. За бойові заслуги відзначений численними нагородами, віце-вахмістр, наприкінці 1917 року став наймолодшим фельдфебелем в німецькій армії.

### Після Першої світової
У 1919 році вступив в добровольчий корпус Россбаха, в складі якого боровся з комуністами в Прибалтиці, Рурі і Верхній Сілезії. 22 жовтня 1922 року вступив уНСДАП (квиток № 3 240). У 1923 році разом з Мартіном Борманом брав участь у вбивстві шкільного вчителя Вальтера Кадова, який, як вони вважали, видав французькій владі борця з французької окупацією Рура Альберта Лео Шлагетера. Вбивство було скоєно з особливою жорстокістю і цинізмом. В ніч з 31 травня на 1 червня 1923 року Гьосс і його спільники вивезли п'яного Кадова в ліс, спочатку вчителя побили до напівсмерті палицями, потім йому перерізали горло і двома пострілами в голову застрелили. 28 червня 1923 року Гьосс був заарештований і поміщений в Лейпцизьку в'язницю. На процесі визнаний винним і 15 березня 1924 засуджений до 10 років тюремного ув'язнення. Свій термін Гьосс відбував в Бранденбурзькій в'язниці. Після заборони НСДАП автоматично перестав бути членом цієї партії і пізніше в неї вже не вступав. Відсидівши чотири роки, в 1928 році Гьосс вийшов на свободу за амністією для політичних в'язнів. Після звільнення, з 1929 року, Гьосс працював в сільському господарстві. Тоді ж Гьосс познайомився з Генріхом Гіммлером. У 1929 році Гьосс одружився з Гедвіґою Гензель, яка згодом народила п'ятьох дітей.
Після приходу НСДАП до влади 20 вересня 1933 року за особистим запрошенням Генріха Гіммлера вступив в СС (квиток № 193 616), 1 грудня 1934 року був переведений в частини СС «Мертва голова» і зарахований до сформованого Айке штандарту «Верхня Баварія» (Дахау). У концтаборі Дахау служив блокфюрером (з 1 березня 1935 року), пізніше — рапортфюрером (з 1 квітня 1936 року). 13 вересня 1936 року був підвищений до унтершарфюрера СС і прийнятий в корпус «фюрерів» (офіцерів) СС. З вересня 1936 року до переводу в Заксенгаузен Гьосс був еффектенфервальтером, завідувачем майном ув'язнених. 1 серпня 1938 року переведений в концентраційний табір Заксенгаузен ад'ютантом коменданта, в його веденні знаходився штаб табірної комендатури, він відповідав насамперед за ведення службового листування з іншими відомствами та вищими інстанціями Інспекції концтаборів. З 21 вересня 1939 року — командир табірної охорони. В його обов'язки входили організація і виконання страт, в ході яких серед інших було знищено безліч німецьких дослідників Біблії (Бібельфоршерів — так до 1931 року називалися Свідки Єгови). Вони відмовлялися від військової служби і за це були засуджені рейхсфюрером СС Гіммлером до смерті як ті, що ухиляються від військової служби. 21 вересня 1939 року Гьосс став шуцгафтлагерфюрером. 9 листопада 1939 року Гьосс отримав звання гауптштурмфюрера СС.

### Створення Аушвіца
1 лютого 1940 року за розпорядженням Генріха Гіммлера Інспекцією концтаборів були обстежені «приєднані області» за межами Старого рейху з метою пошуків придатних для створення концентраційних таборів територій, після чого було вирішено створити концентраційний табір на базі колишніх артилерійських казарм неподалік польського міста Освенцим. 4 травня 1940 року Генріх Гіммлер особисто призначив Гьосса комендантом і відповідальним за будівництво концентраційного табору Аушвіц. При спорудженні концтабору Аушвіц, навколишні сільськогосподарські землі були розділені на різні зони, які по черзі конфісковували і оголошувалися власністю табору. Протягом 1940 року Гьосс створив так звану «сферу впливу концтабору Аушвіц». Вона мала площу близько 40 квадратних кілометрів і займала трикутну область землі в місці злиття річок Сола і Вісла. З семи польських сіл цієї області, в тому числі з Бжезінка (Біркенау) місцеві жителі були виселені. У них розташувалися належали концтабору Аушвіц сільськогосподарські служби (в Зоні I). У Зоні II були побудовані підприємства, на яких використовувалася праця близько 2000 в'язнів Аушвіца. Згідно з волею Генріха Гіммлера, Аушвіц слід зробити потужним центром використання праці в'язнів на виробництві зброї. 1 березня 1941 року під час відвідин Аушвіца Генріх Гіммлер наказав Гьоссу почати перебудову та збільшення старого табору для утримання 30 000 ув'язнених і почати будівництво двох нових таборів  одного - для утримання 100 000 в'язнів, іншого — для 10 000 в'язнів, задіяних на виробництві буни. Таким чином, в жовтні 1941 року при містечку Біркенау (Бжезінка), в трьох кілометрах від основного табору, було розпочато будівництво «табору для військовополонених „Аушвіц“», якому судилося опинитися найбільшим з усіх нацистських концтаборів. Згодом він був широко відомий під назвою Біркенау або Аушвіц II. У безпосередній близькості від табору пізніше були побудовані газові камери і крематорії для знищення ув'язнених.
Основний контингент ув'язнених Аушвіца до початку 1942 становили польські євреї. Наступним великим контингентом в'язнів стали радянські військовополонені, які повинні були побудувати KGL [Kriegsgefangenenlager] (нім. «Табір військовополонених») Біркенау. Вони прийшли з підконтрольного вермахту табору для військовополонених Ламсдорф. В Аушвіц вони прийшли пішим маршем. По дорозі їх не забезпечували продовольством, під час зупинок їх просто відводили на навколишні поля і там вони їли все, що тільки можна було їсти. З більш ніж 10 000 радянських військовополонених, доставлених в якості головної робочої сили для будівництва табору Біркенау, до літа 1942 року залишилося в живих кілька сотень. 6 листопада 1942 року сімдесяти радянським військовополоненим вдалося зробити масову втечу. Значна частина при цьому була застрелена, але багатьом вдалося втекти. Наступний великий контингент становили цигани. До 1943 року в Аушвіці знаходилося близько 16 000 циган. У ніч з 31 липня на 1 серпня 1944 року велика частина циган була знищена в газових камерах, решта 4000 циган, які залишились, теж згодом були знищені в газових камерах.

### «Остаточне вирішення єврейського питання»
Влітку 1941 року було прийнято «Остаточне вирішення єврейського питання». Рейхсфюрер СС Генріх Гіммлер особисто наказав Гьоссу почати масове знищення євреїв. «Євреї — одвічні вороги німецького народу, і вони повинні бути винищені. Якщо біологічні основи єврейства не вдасться підірвати зараз, коли-небудь євреї знищать німецький народ.» — сказав Гіммлер.
27 липня 1941 року в ході інспекційної поїздки Аушвіц відвідав Гіммлер, який наказав значно розширити табір. Згодом Аушвіц став найбільшим з нацистських концентраційних таборів. За час керівництва Гьосса, за його власними свідченнями, в концтаборі було знищено близько двох з половиною мільйонів чоловік.
Почалися пошуки швидкого і ефективного способу знищення великої кількості людей. 3 вересня 1941 року під час відрядження Гьосса його заступник, гауптштурмфюрер СС Карл Фріч, за власною ініціативою використовував при ліквідації радянських військовополонених (політруків, комісарів і особливих політичних функціонерів), яких утримували в Аушвіці, газ «Циклон Б» фірми «Теш унд Штабенов», який використовувався в Аушвіці для боротьби з комахами. Він набив полоненими камери, розташовані в підвалі блоку II, і, надівши протигаз, кинув в камери «Циклон Б», що викликало смерть бранців. Під час візиту Адольфа Айхмана Гьосс повідомив йому про застосування «Циклону Б», і було прийнято рішення використовувати цей газ при наступних масових ліквідаціях. Для вбивства газом «Циклон-Б» використовувався крематорій I при санітарній частині, який мав герметичні двері. Для вкидання газу в даху було пробито кілька дірок. Згодом досвід був визнаний успішним, і приміщення моргу в будівлі крематорію I переробили на газову камеру. Камера функціонувала з 1941 року по 1942 рік, а потім її перебудували в бомбосховище СС. Згодом камера і крематорій I були відтворені з оригінальних деталей і існують донині в якості пам'ятника жорстокості нацистів.
Масове знищення євреїв почалося з січня 1942 року. Спочатку це були євреї зі східної частини Верхньої Сілезії. Коли стали приходити перші транспорти з євреями, Айхман доставив наказ Генріха Гіммлера, згідно з яким у трупів виривали золоті зуби, у жінок зрізали волосся. Ці роботи виконувала зондеркоманда, що складалася з ув'язнених-євреїв. До літа 1942 року трупи ховали в масових могилах. Лише з кінця літа приступили до спалювання в крематоріях. З кінця літа 1942 року почали знищувати масові поховання, трупи діставали з могил, клали спочатку на штабелі дров приблизно 2000 трупів, потім в ямах. Трупи поливали масляним осадом, потім деревним спиртом. У ямах спалювали постійно, тобто вдень і вночі. До кінця листопада 1942 всі масові поховання були спустошені. Кількість трупів, похованих в масових могилах, становить 107 000. У 1942 році під час свого візиту в Освенцим Генріх Гіммлер особисто ознайомився з усім процесом ліквідації євреїв, починаючи з вивантаження з транспортів до вилучення трупів з бункера.
Аушвіц 3 — група з приблизно 40 невеликих таборів, створених при фабриках і шахтах навколо спільного комплексу. Найбільшим з таких таборів був Мановіц, що бере назву від польського села, що розташовувалася на його території. Він почав функціонувати в травні 1942 року і був приписаний до компанії IG Farben. Такі табори регулярно відвідували доктора і відбирали слабких і хворих для газових камер Біркенау.
В Аушвіці 2 (Біркенау) було 4 газові камери і 4 крематорію. Всі чотири крематорії стали до ладу в 1943 році: 1 березня — крематорій II, 25 червня — крематорій III, 22 березня — крематорій IV, 4 квітня — крематорій V.
9 листопада 1943 року Гьосс був переведений в Інспекцію концентраційних таборів Головного адміністративно-господарського управління СС, де очолив управління DI (центральне управління групи «D»). Був призначений інспектором концтаборів і ввів в більшості з них для знищення ув'язнених застосовувався в Освенцімі газ «Циклон Б». У 1945 році призначений заступником головного інспектора концтаборів Ріхарда Глюкса.

### Останні роки

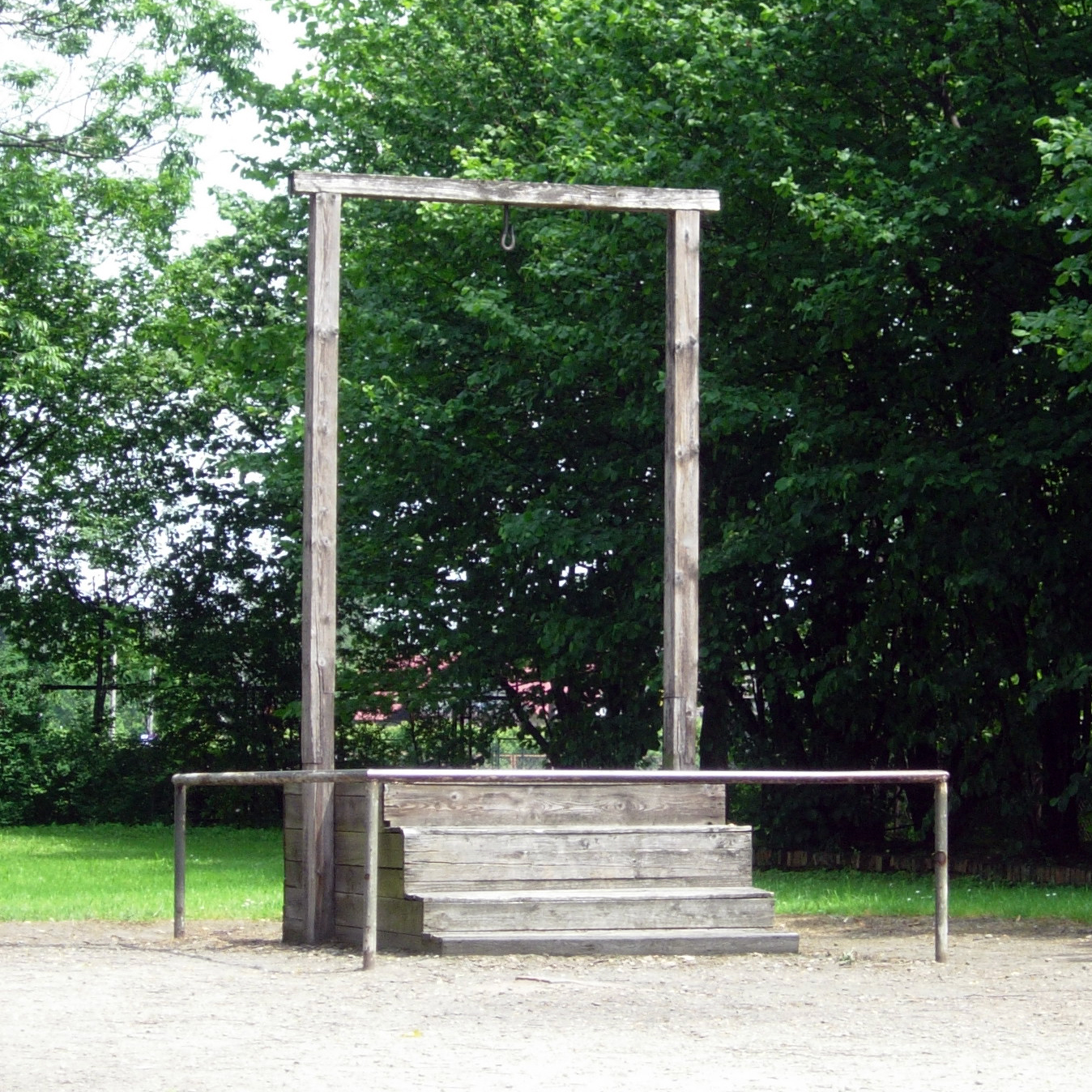
Місце страти Рудольфа Гьосса

У травні 1945 року втік, переховувався під ім'ям «боцмана Фріца Ланга» в Шлезвіг-Гольштейні. 11 березня 1946 був заарештований британською військовою поліцією на фермі біля Фленсбурга. В якості свідка виступав на Міжнародному Нюрнберзькому процесі над головними військовими злочинцями, а також на процесі Американського військового трибуналу у справі Головного адміністративно-господарського управління СС (Справа Освальда Поля та інших).
23 травня 1946 року виданий польській владі. 11—29 березня 1947 року в Варшаві відбувся процес у справі Гьосса. Польський Верховний національний трибунал 2 квітня 1947 року засудив його до смертної кари через повішення. Перед смертю він висповідався польському священику. У направленому прокурору листі Гьосс визнав, що заподіяв страшні страждання людям і просив у Бога і польського народу прощення. Шибениця, на якій був повішений Гьосс, була встановлена поряд з крематорієм табору Аушвіц І.

## Нагороди

### Перша світова війна
- Залізний хрест 1-го класу (1917)
- Залізний хрест 2-го класу (1917)
- Галліполійська зірка
- Медаль «За військові заслуги» (Австро-Угорщина)
- Хрест «За військові заслуги» (Баден)
- Срібний нагрудний знак «За поранення»

### Міжвоєнний період
- Балтійський хрест
- Пам'ятна військова медаль (Угорщина)
- Почесний хрест ветерана війни з мечами
- Йольський свічник
- Кільце «Мертва голова»
- Почесна шпага рейхсфюрера СС
- Генеральний знак гау 1925
- Спортивний знак СА в золоті
- Німецька імперська відзнака за фізичну підготовку (DRL) в бронзі

### Друга світова війна
- Хрест Воєнних заслуг 1-го класу з мечами
- Хрест Воєнних заслуг 2-го класу з мечами
- Золотий партійний знак НСДАП (№ 3 240)
- Медаль «За вислугу років в НСДАП» в сріблі та бронзі (15 років)
- Медаль «За вислугу років у поліції» 3-го і 2-го ступеня (18 років)
- Медаль «За вислугу років у СС» 2-го класу (12 років)

## В культурі
Гьосс написав автобіографічні записки «Комендант Аушвіца». У романі «Вибір Софі» американський письменник Вільям Стайрон висловив думку, що цю книгу зобов'язані читати всі, хто впливає на думки співгромадян, оскільки на тлі зізнань її автора все зло, «зображене в більшості романів, п'єс і фільмів, примітивне, якщо не фальшиве взагалі, отака низькопробна суміш жорстокості, вигадки, невропатичні жахи і мелодрами». Перше видання книги вийшло в 1951 польською мовою у Варшаві, друге — на німецькому в 1958 році. До 2006 року книга була перевидана вдвадцяте.
Французький письменник Робер Мерль в своєму романі «Смерть — моє ремесло» (1952) розповідає про історію якогось Рудольфа Ланга — начальника, засновника і коменданта табору смерті «Аушвіц-Біркенау». Літературний персонаж Рудольф Ланг багато в чому відповідає своєму реальному прототипу Рудольфу Гьоссу. Біографія літературного персонажа Ланга також мало чим відрізняється від біографії Гьосса.
У 1977 в Німеччині був знятий фільм про Гьосса «З одного німецького життя».
У восьмій главі роману «Невинні в Нюрнберзі» (1972 рік) польської письменниці Северини Шмаглевської, яка з 1942 по 1945 роки була ув'язненою концтабору Аушвіц-Біркенау, один із героїв розповідає про історію затримання Рудольфа Гьосса на датсько-німецькому кордоні.
Гьосс та його родина стали персонажами роману Мартіна Еміса «Зона інтересу» і його однойменної екранізації (2023).

## Цитати
- Коли Гьосса запитували, навіщо вбивають мільйони невинних людей, він відповідав: «Перш за все, ми повинні слухатись фюрера, а не філософствувати.»
- Зі свідчень Рудольфа Гьосса на Нюрнберзькому процесі: «У червні 1941 року я отримав наказ встановити в Аушвіці обладнання для винищення євреїв. Коли я обладнав будинок для винищення в Аушвіці, то пристосував його для використання газу "Циклон Б", який представляв собою кристалічну синильну кислоту. Іншим удосконаленням, зробленим нами, було будівництво газових камер з разової пропускною спроможністю у 2 тисячі осіб, в той час як в десяти газових камерах Треблінки можна було винищувати за один раз тільки по 200 осіб у кожній.»

## Галерея

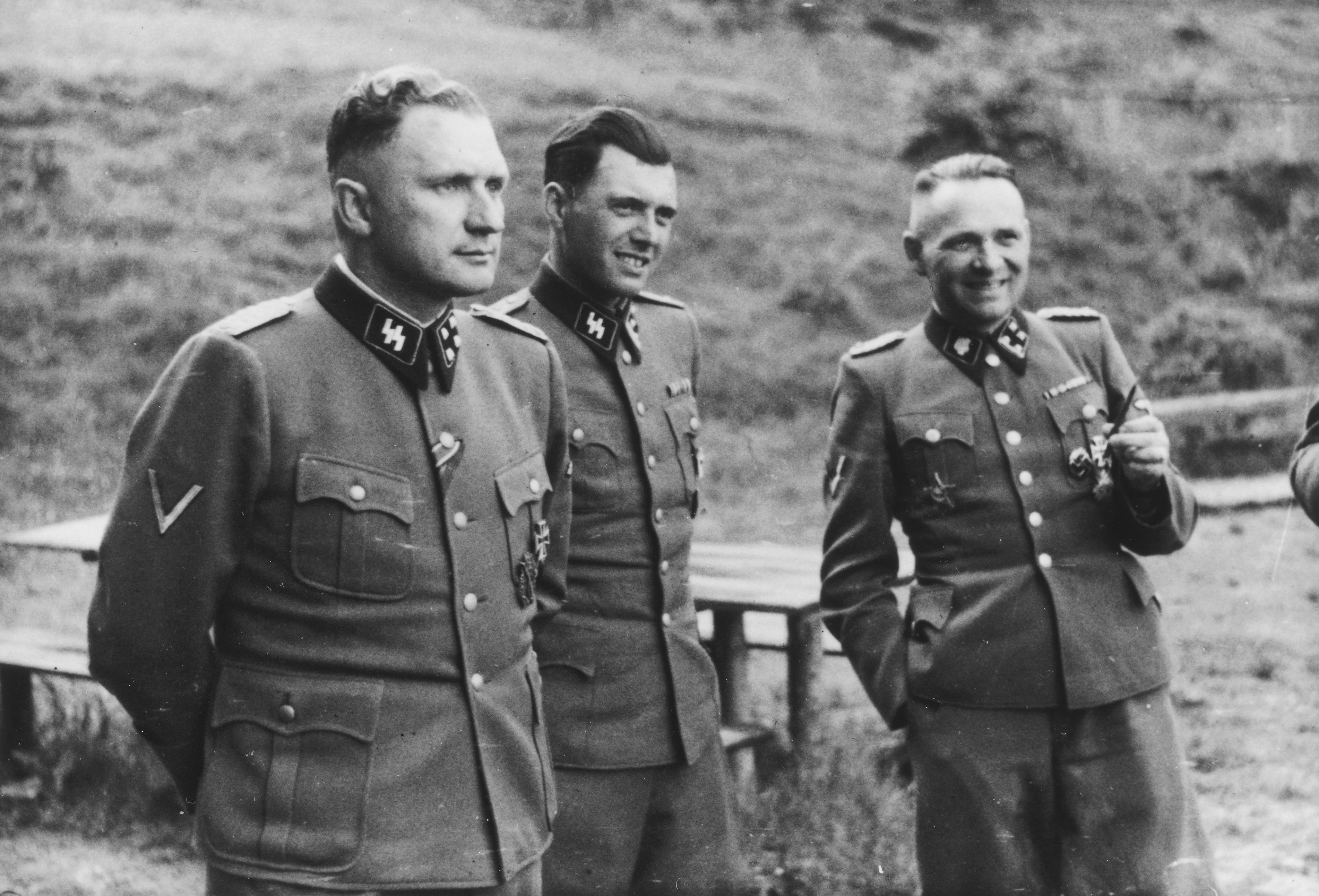
Зліва направо: Ріхард Бер, Йозеф Менгеле, Рудольф Гьосс(Аушвіц, 1944)
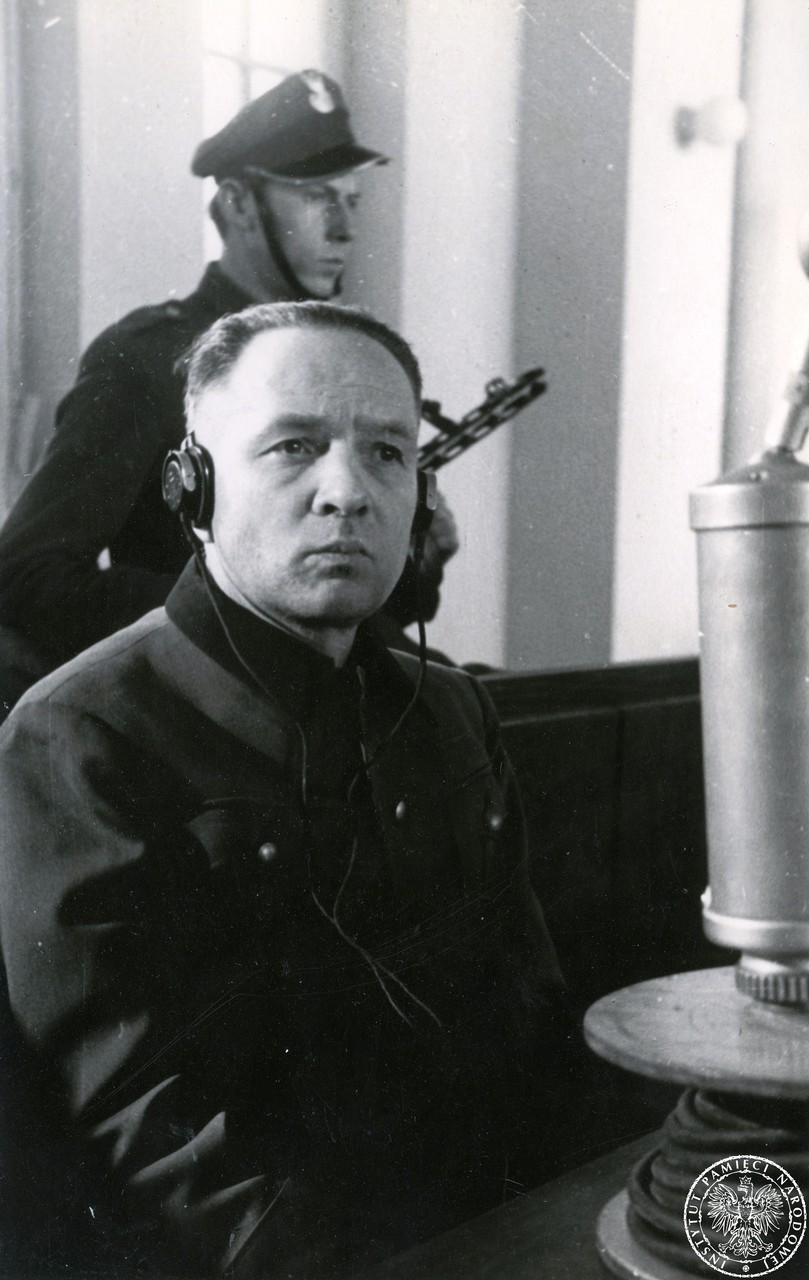
Гьосс під час засідання Польського народного трибуналу (16 квітня 1947)
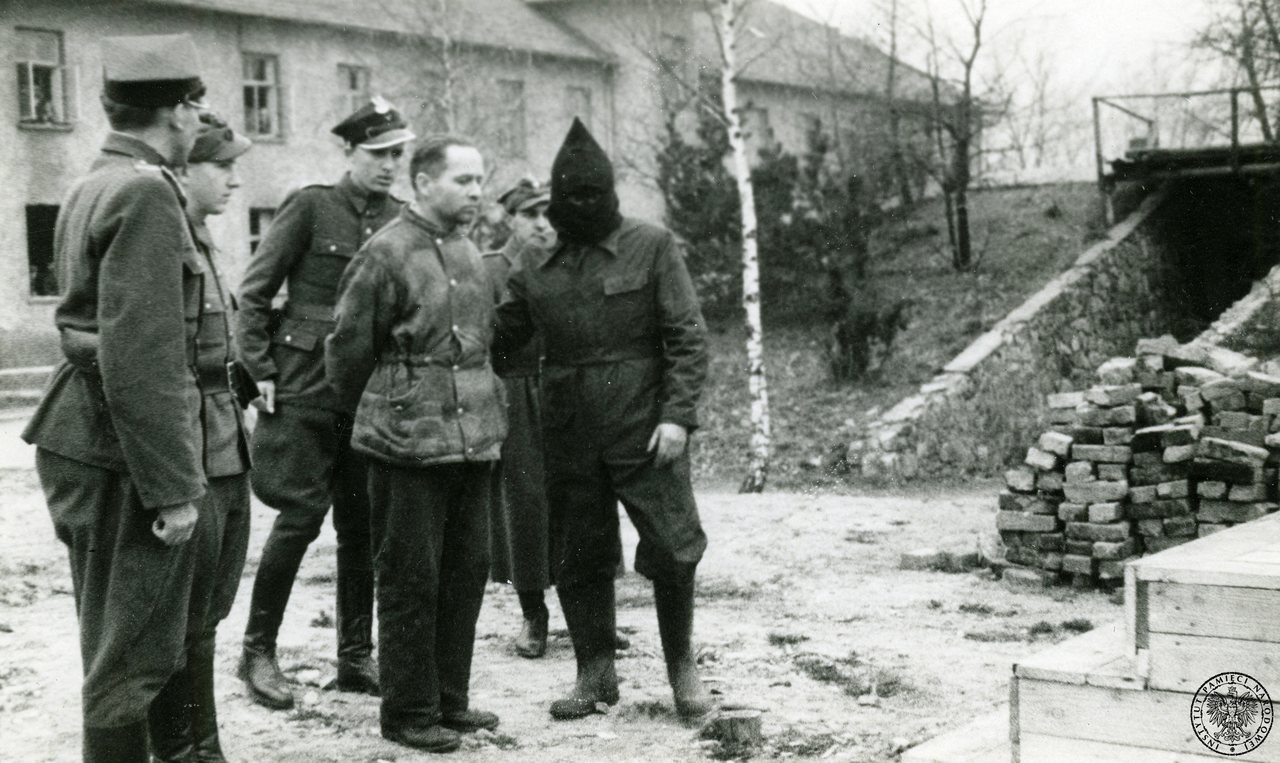
Гьосс перед підйомом на шибеницю (1947)
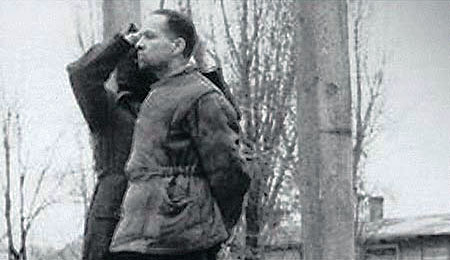
Гьосс перед повішенням (16 квітня 1947)
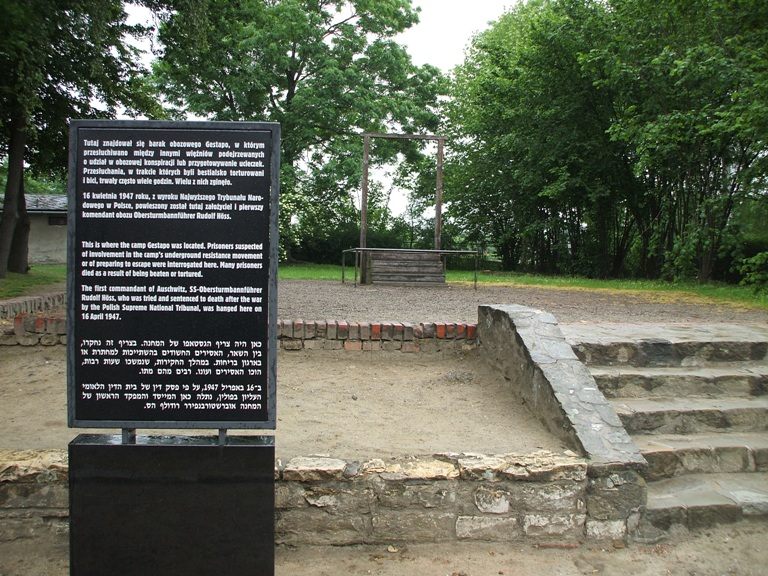
Шибениця, на якій повісили Гьосса. На передньому плані - меморіальна табличка.